# Ken Kitamura
Ken Kitamura (北村 健, Kitamura Ken), (Osaka, 28 de novembro de 1968) conhecido profissionalmente como Ken é um músico, produtor musical e compositor japonês, mais conhecido por ser o guitarrista da banda japonesa de rock L'Arc~en~Ciel desde 1994. Também faz parte da banda Sons of All Pussys desde 2002 e possui uma carreira solo.

## Carreira
Lançou seu primeiro álbum solo intitulado Speed em 2006, que alcançou a quarta posição na Oricon Albums Chart.
Em 2010, junto com Inoran, foi endossado pela marca de guitarras Fender.
Em 2017 Ken fez um cover de "EMP", canção que ele mesmo produziu com o Mucc, para o álbum tributo Tribute of Mucc -en-.